# Тичка (приток Поноя)
Тичка (устар. Тицка) — река в России, на Кольском полуострове, протекает по территории Ловозерского района Мурманской области. Длина реки — 31 км, площадь водосборного бассейна — 336 км².
Начинается под названием Западная Тичка в заболоченной тундре к северу от болота Морозное. Течёт по болотистой местности с островами сосново-берёзового леса сначала на север, потом на восток по болотам глубиной 2 метра и в низовьях — снова на север. Ширина реки вблизи устья — 15 метров, глубина — 1 метр. Устье реки находится в 311 км по правому берегу реки Поной.

## Притоки
Объекты перечислены по порядку от устья к истоку.
- 6,8 км: Восточная Тичка[2] (пр)
- 12 км: Средняя Тичка[2] (пр)
- 20 км: Рыбья[5] (лв)

## Данные водного реестра
По данным государственного водного реестра России относится к Баренцево-Беломорскому бассейновому округу, водохозяйственный участок реки — река Поной. Речной бассейн реки — бассейны рек Кольского полуострова и Карелии, впадает в Белое море.
Код водного объекта — 02020000112101000005872.